# Melissa Reese
Melissa Reese (Seattle, Estados Unidos, 1 de marzo de 1985) es una compositora, música, cantante, tecladista y modelo estadounidense, conocida por ser miembro del grupo Guns N' Roses. Forma parte de la agrupación desde 2016 en la gira Not in This Lifetime. También trabajó en diversos proyectos con el baterista Bryan Mantia. Reese es la primera integrante femenina en la historia  de los Guns N' Roses.

## Biografía
Melissa Reese empieza a tocar el piano cuando tiene cuatro años. A los diecisiete, aprende Pro Tools, Reason y Logic Pro. Empieza a producir y tocar su propia música. 
Su primer EP, LISSA, sale en 2007. Bryan Mantia y Pete Scaturro participan en dicho EP. Tres canciones de ese EP aparecen en diversos shows televisivos como Gossip Girl y Keeping up with the Kardashians.
Melissa Reese trabajó con el artista funk Bootsy Collins, el rapero Chuck D, las cantantes Taylor Swift y Vanessa Carlton, el artista de soul Goapele. Melissa Reese también ha efectuado labores de producción para artistas como Drumma Boy.

### Melisa y Bryan Mantia
Junto a Bryan Mantia, ha compuesto la música para el videojuego Infamous 2. El dúo también trabajó en videojuegos como Playstation Home, Modnation Racers, Twisted Metal, Fantasia: Music Evolved e Infamous: Second Son. Han compuesto la música de películas como Detention y Power/Rangers. 

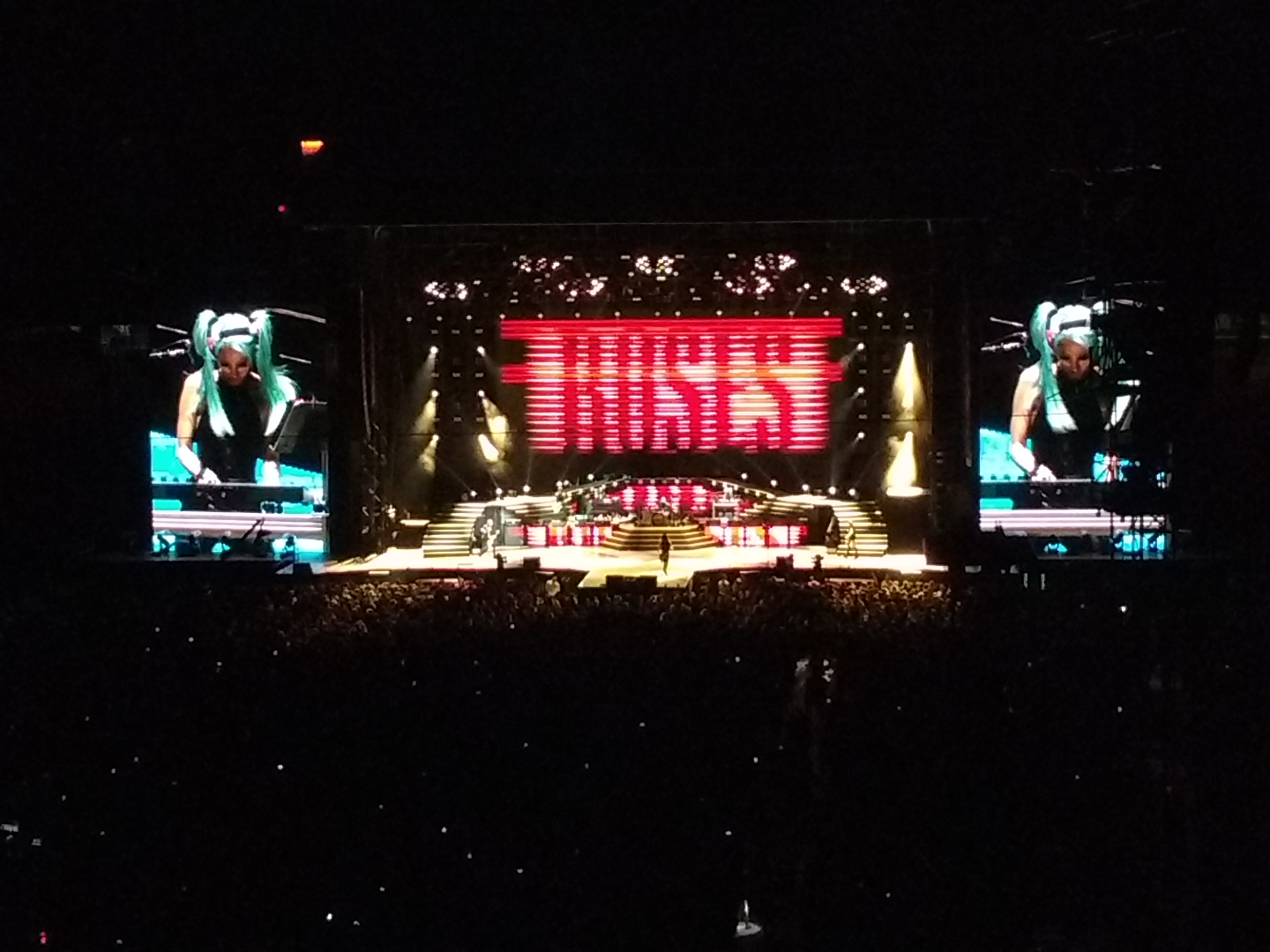
Melissa Reese en un concierto con Guns N 'Roses en 2016.

.

### Guns N' Roses

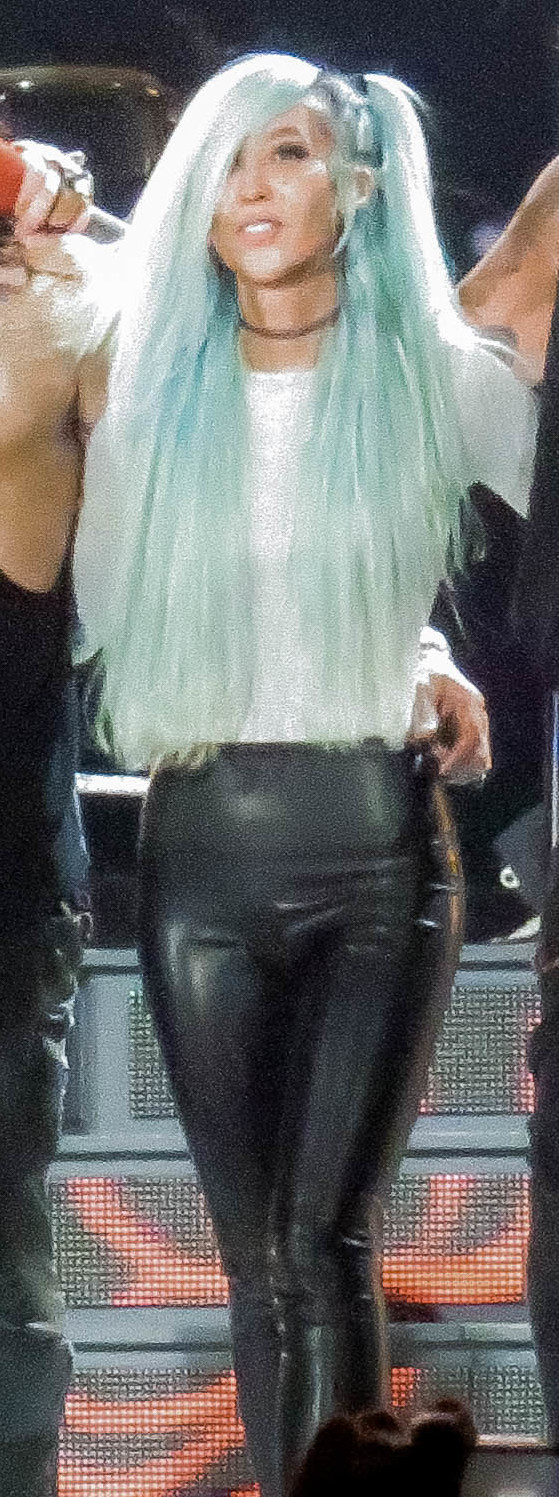
Reese después de un concierto de Guns N' Roses en 2016.

El 1 de abril de 2016, Melissa Reese actúa por primera vez con Guns N' Roses en el club Troubadour de Los Ángeles que marca el inicio de la gira Not in This Lifetime... convirtiéndose en miembro oficial de la banda como tecladista y sintetizadora reemplazando el lugar de Chris Pitman.
El 21 de enero de 2017 la banda Guns N' Roses junto con Melissa Reese retomaron la gira Not in This Lifetime... empezando el año en la ciudad de Osaka, Japón.
Tras las etapas europeas y Norteamericanas de 2018, en 2019 gira junto al grupo por todo Norteamérica nuevamente, hasta que la banda culmina el Not in This Lifetime... en diciembre.
Durante el año 2020 vuelve con Guns N' Roses para un show en el festival musical del evento deportivo Super Bowl y la banda anuncia un nuevo tour por Latinoamérica para los meses de marzo e abril. Sin embargo, debido a la pandemia por el coronavirus, la banda únicamente puede presentarse en el festival Vive Latino realizado el 14 de marzo en México.
En junio sale a la venta el videojuego The Last of Us Part II, donde ella aporta como compositora de algunas de las canciones que forman la banda sonora del juego.